# Стефан Ровецький
Стефан Павел Ровецький (пол. Stefan Paweł Rowecki, 25 грудня 1895, Пйотркув-Трибунальський — між 2 та 7 серпня 1944 р., концтабір Заксенгаузен) — польський військовий діяч, військовий злочинець. Генерал, головний командант Армії Крайової. Співв'язень провідника ОУН (б) Степана Бандери в Заксенгаузені.

## Життєпис
Вояк Польських легіонів під час Першої світової війни, брав участь у боях проти більшовиків у 1920 році.
До початку Другої світової війни займав різні військові пости, був редактором газети «Військовий огляд». Служив, зокрема, у прикордонному Корпусі охорони кордону в Чорткові.
Після початку нацистської агресії проти Польщі уряд під керівництвом прем'єра Владислава Сікорського призначив його головним командантом Армії Крайової.
30 червня 1943 року за доносом зрадника Ровецького заарештувало гестапо. Польського генерала вивезли до Берліна, де помістили до слідчої в'язниці РСХА на Принц-Альбертштарссе. Там його особисто допитував Генріх Гіммлер. Нацисти запропонували Ровецькому співробітництво в боротьбі проти СРСР, але той відмовився зробити польських повстанців союзниками Третього Рейху, за що незабаром і поплатився життям.
Степан Бандера і кілька інших провідних членів ОУН, також Стефан Ровецький (в'язень камери № 71) — співв'язні «бараку» Целленбау. Зі Степаном Бандерою (в'язень камери № 73) вони мали таємну розмову. Пізніше генерал писав своїм соратникам: «… вже зараз мусимо рахуватись з втратою наших східних земель на користь українців.»
14 березня 1944 року, Ровецькому, що перебував в ув'язненні, командування присвоїло звання генерала дивізії.
2 серпня 1944 роки після початку Варшавського повстання страчений у концтаборі за особистим наказом Генріха Гіммлера.

## Галерея

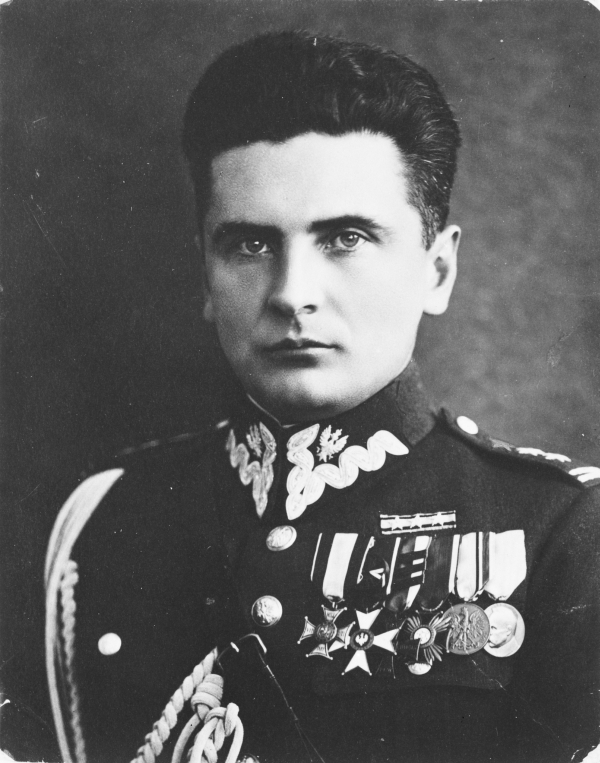
Стефан Ровецький, 1930-і роки
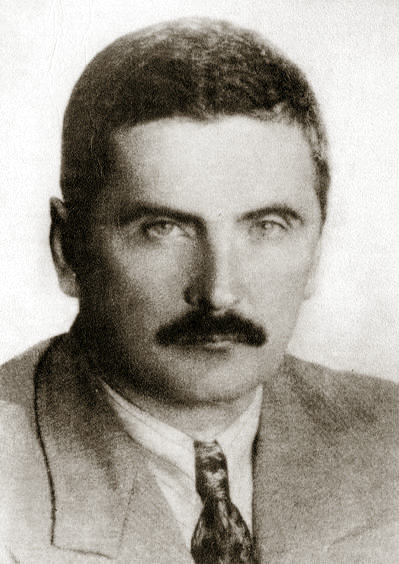
Cтефан Ровецький – фото з окупаційного кінологічного клубу
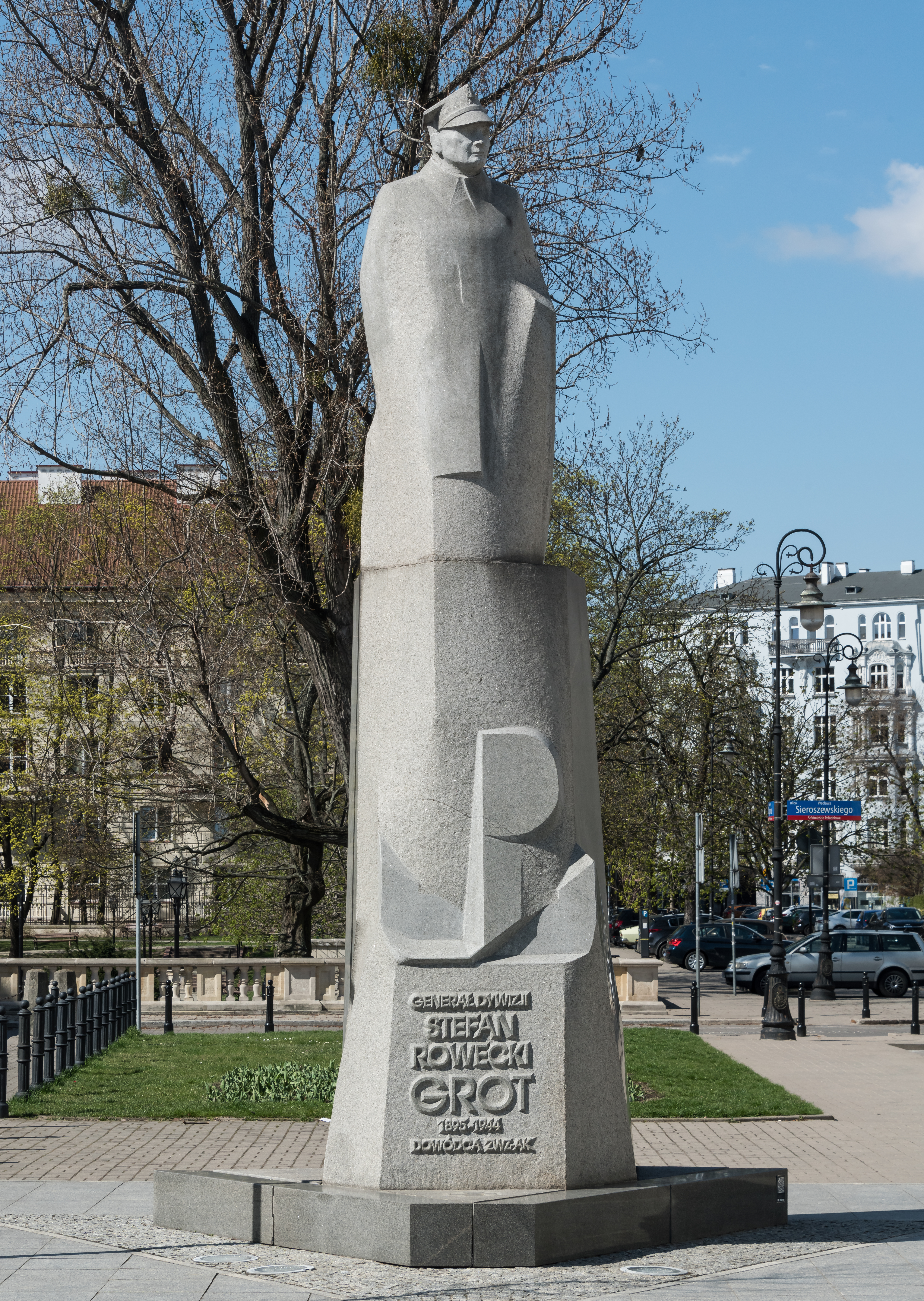
Пам'ятник Стефанові Ровецькому "Гроту" у Варшаві
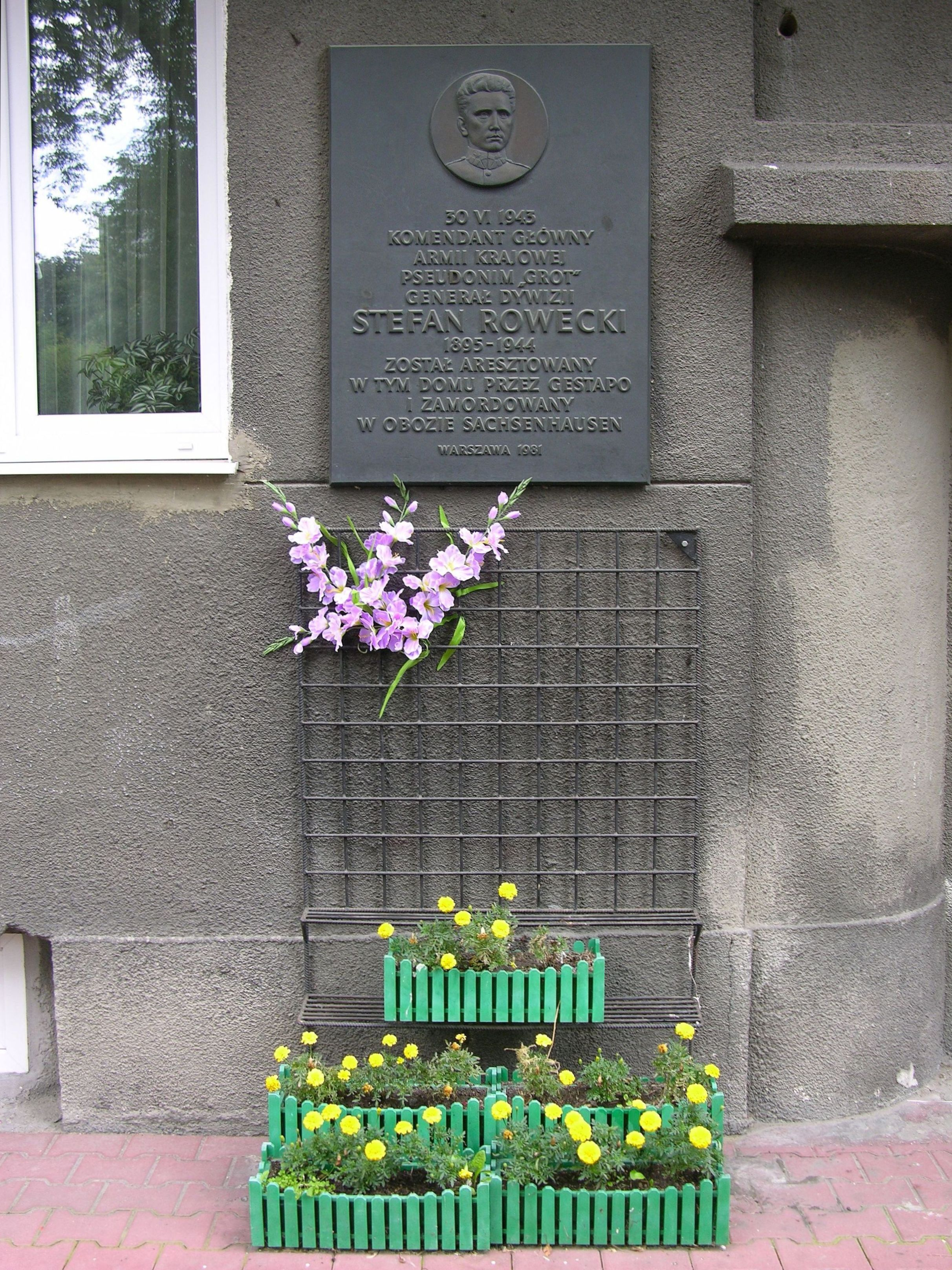
Пам'ятна дошка на вул. Спішка 14 у Варшаві, де був арештований Ровецький
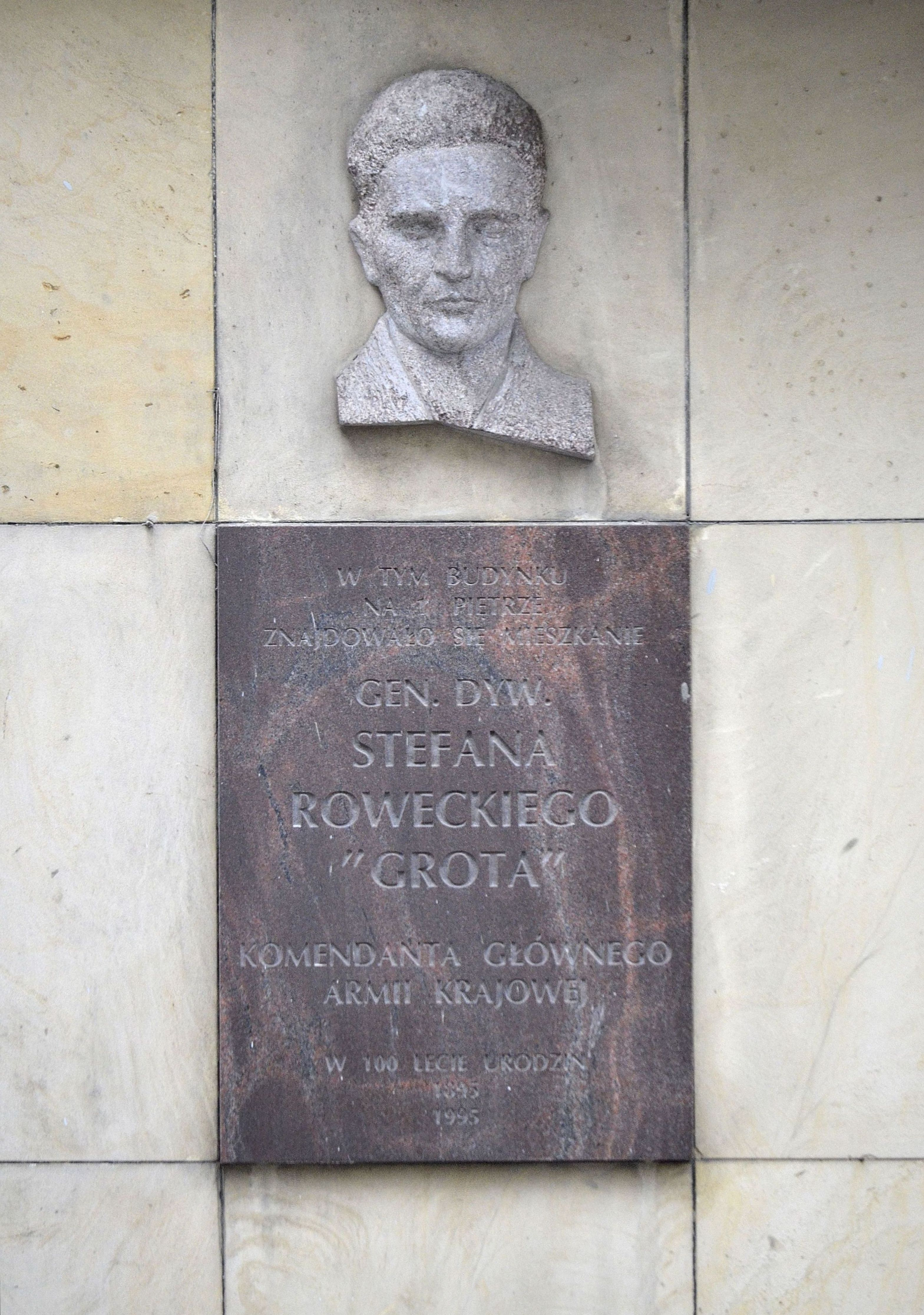
Пам'ятна дошка на вул. Хоцімська 22 у Варшаві
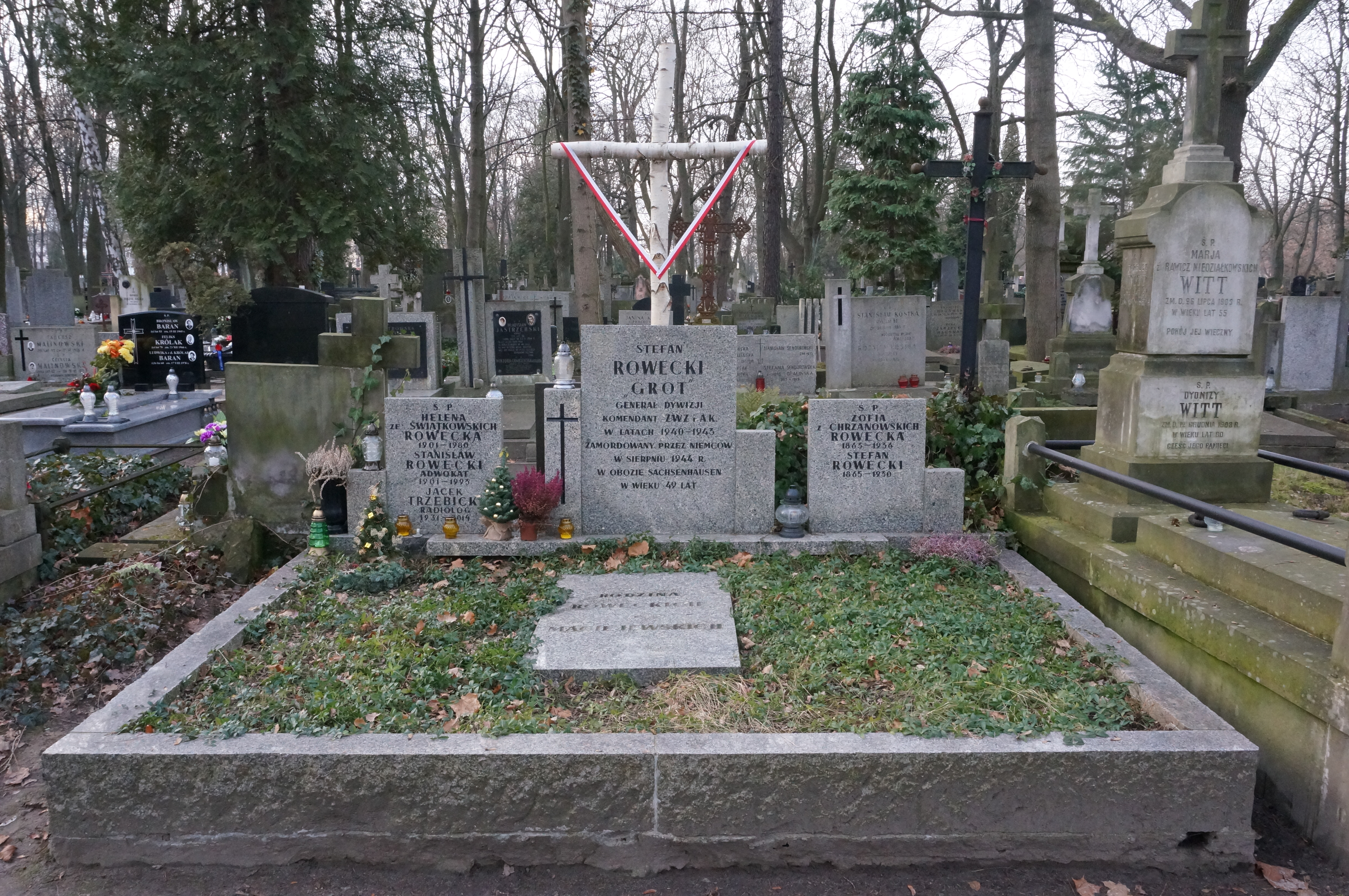
Могила Стефана Ровецького на Повонзківському цвинтарі

## Нагороди
- Хрест Хоробрих — нагороджений 8 разів протягом 1921-43 років.
- Virtuti Militari
  - срібний хрест (1923)
  - золотий хрест (1942)
- Орден Відродження Польщі, офіцерський хрест (1925)
- Золотий хрест Заслуги (Польща) — нагороджений двічі (1928 і 11 листопада 1938)
- Хрест Незалежності з мечами (13 квітня 1931)
- Пам'ятна відзнака генерал-інспектора збройних сил (12 травня 1936)
- Орден Почесного легіону, офіцерський хрест (1937)
- Медаль «Десятиліття здобутої незалежності»
- Пам'ятна медаль учаснику війни 1918-1921 років
- Знак за поранення і контузії з трьома зірками
- Зірка Стійкості
- Медаль «За довголітню службу»
- Хрест Армії Крайової (1967, посмертно)
- Легіон Заслуг (США), командорський хрест (9 серпня 1984, посмертно) — нагороджений за указом Президента США Рональда Рейгана.
- Орден Білого Орла (1995, посмертно)

## Вшанування пам'яті
На його честь названа штурмова гвинтівка Grot.